# Garrebourg
Garrebourg (Gaarbuerj en lorrain, Garburg lors des annexions allemandes) est une commune française située dans le département de la Moselle, en région administrative Grand Est.
Cette commune se trouve dans la région historique de Lorraine et fait partie du pays de Sarrebourg.
En conclusion, Garrebourg est un village de culture et de langue alsacienne devenu lorrain à la suite de la réorganisation administrative qui a suivi la Révolution française.

## Géographie

### Localisation
Situé à l’extrême est du département de la Moselle, entre Sarrebourg (Lorraine) et Saverne (Alsace), le village est à environ 5 km à vol d’oiseau du Bas-Rhin.
En fait, Garrebourg a fait partie dès le IXe siècle de la Marche de Marmoutier, donc d’un territoire alsacien alors délimité à l’ouest par la rivière Zorn. 
Mais la délimitation des départements français en 1790 l’a situé dans la Meurthe, donc en Lorraine, et ce malgré les protestations des habitants de Phalsbourg, de Lixheim et de Garrebourg, et malgré l’accord du district de Haguenau de les intégrer au Bas-Rhin.
Quant aux cartes géographiques anciennes, elles ne sont guère d’accord sur la situation de Garburg : celle de Daniel Specklin (1575) le situe hors de l’Alsace, ainsi que celles de Gérard Mercator et de Nicolas Visscher (1680), alors que celle de Nicolas Sanson (1659) le situe bien en Alsace.

### Géologie et relief
Situé au sommet d’un petit mont vosgien gréseux au pied duquel coule la Zorn, Garrebourg est aujourd’hui (ce ne fut pas toujours le cas autrefois) un village sans issue : il faut prendre la même route pour y monter et pour en descendre. 
De plus, entouré de forêts, cela en fait un village quelque peu isolé mais très protégé, avec une vue merveilleuse sur les monts vosgiens environnants. 
Hydrogéologie et climatologie : Système d’information pour la gestion des eaux souterraines du bassin Rhin-Meuse :
Territoire communal : Occupation du sol (Corine Land Cover); Cours d'eau (BD Carthage),
Géologie : Carte géologique; Coupes géologiques et techniques,
 Hydrogéologie : Masses d'eau souterraine; BD Lisa; Cartes piézométriques.

### Intercommunalité
Commune membre de la Communauté de communes du Pays de Phalsbourg.

### Sismicité
Commune située dans une zone de sismicité moyenne.

### Hydrographie et les eaux souterraines
La commune est située dans le bassin versant du Rhin au sein du bassin Rhin-Meuse. Elle est drainée par le canal de la Marne au Rhin, la Zorn, le ruisseau Fischbach, le ruisseau Forellenbaechel et le ruisseau l'Andlau.
Le canal de la Marne au Rhin, d'une longueur totale de 314 km, et 178 écluses à l'origine, relie la Marne (à Vitry-le-François) au Rhin (à Strasbourg). Par le canal latéral de la Marne, il est connecté au réseau navigable de la Seine vers l'Île-de-France et la Normandie.
La Zorn, d'une longueur totale de 96,7 km, prend sa source dans la commune de Walscheid et se jette  dans le canal de la Marne au Rhin à Rohrwiller, après avoir traversé 34 communes.

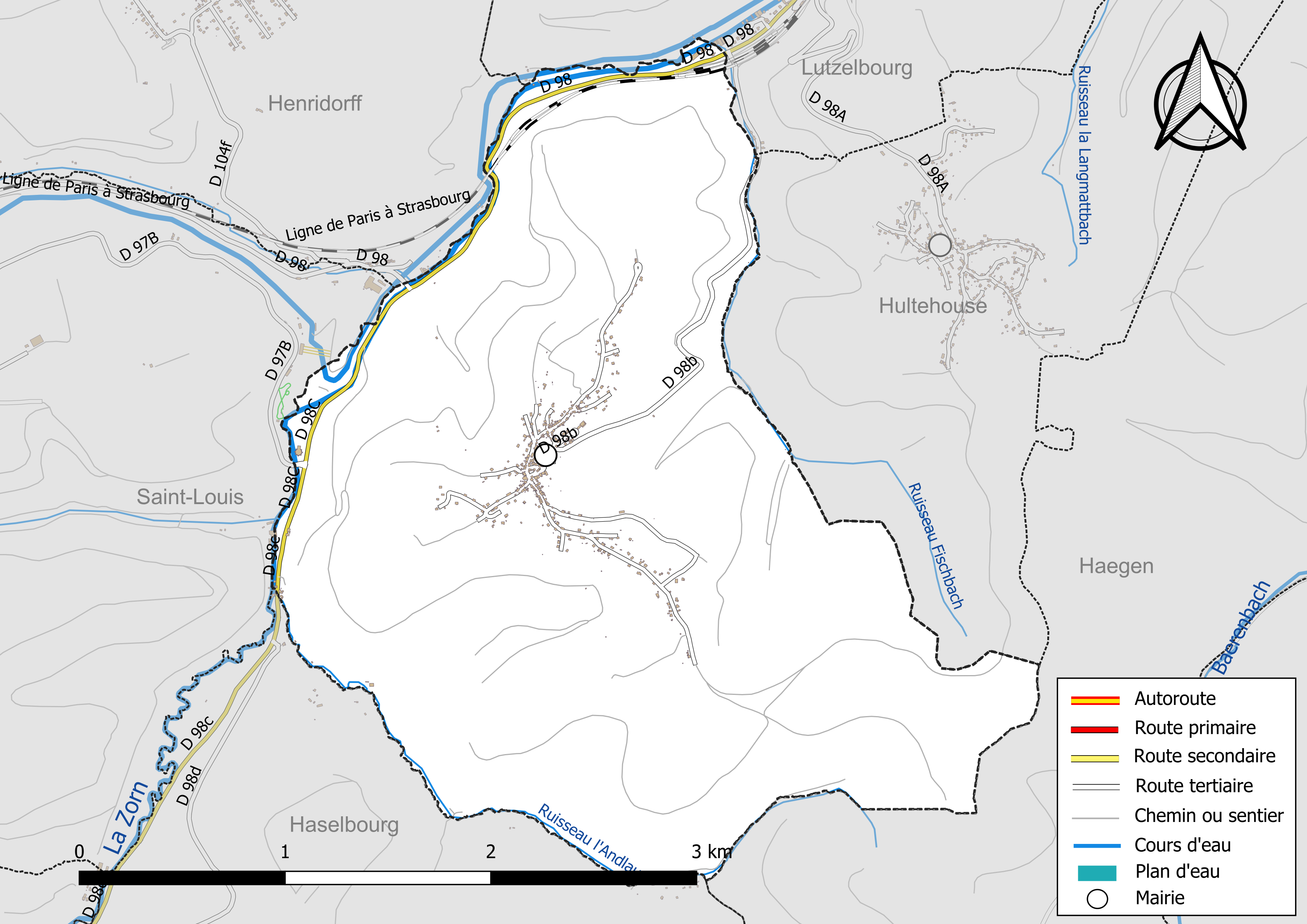
Réseaux hydrographique et routier de Garrebourg.

La qualité des eaux des principaux cours d’eau de la commune, notamment du canal de la Marne au Rhin et de la Zorn, peut être consultée sur un site dédié géré par les agences de l’eau et l’Agence française pour la biodiversité.

### Climat
Pour des articles plus généraux, voir Climat du Grand Est et Climat de la Moselle.
En 2010, le climat de la commune est de type climat des marges montargnardes, selon une étude du Centre national de la recherche scientifique s'appuyant sur une série de données couvrant la période 1971-2000. En 2020, Météo-France publie une typologie des climats de la France métropolitaine dans laquelle la commune est exposée à un climat semi-continental et est dans la région climatique  Vosges, caractérisée par une pluviométrie très élevée (1 500 à 2 000 mm/an) en toutes saisons et un hiver rude (moins de 1 °C). 
Pour la période 1971-2000, la température annuelle moyenne est de 9,6 °C, avec une amplitude thermique annuelle de 17 °C. Le cumul annuel moyen de précipitations est de 1 028 mm, avec 11,8 jours de précipitations en janvier et 10,7 jours en juillet. Pour la période 1991-2020, la température moyenne annuelle observée sur la station météorologique de Météo-France la plus proche, « Phalsbourg_sapc », sur la commune de Danne-et-Quatre-Vents à 8 km à vol d'oiseau, est de 10,4 °C et le cumul annuel moyen de précipitations est de 864,9 mm. 
La température maximale relevée sur cette station est de 38,1 °C, atteinte le 12 août 2003 ; la température minimale est de −22 °C, atteinte le 10 février 1956,,. 
Les paramètres climatiques de la commune ont été estimés pour le milieu du siècle (2041-2070) selon différents scénarios d'émission de gaz à effet de serre à partir des nouvelles projections climatiques de référence DRIAS-2020. Ils sont consultables sur un site dédié publié par Météo-France en novembre 2022.

## Urbanisme

### Typologie
Au 1er janvier 2024, Garrebourg est catégorisée commune rurale à habitat dispersé, selon la nouvelle grille communale de densité à sept niveaux définie par l'Insee en 2022.
Elle est située hors unité urbaine et hors attraction des villes,.

### Occupation des sols
L'occupation des sols de la commune, telle qu'elle ressort de la base de données européenne d’occupation biophysique des sols Corine Land Cover (CLC), est marquée par l'importance des forêts et milieux semi-naturels (83,3 % en 2018), une proportion identique à celle de 1990 (83,3 %). La répartition détaillée en 2018 est la suivante : 
forêts (83,3 %), prairies (11,8 %), zones urbanisées (4,9 %). L'évolution de l’occupation des sols de la commune et de ses infrastructures peut être observée sur les différentes représentations cartographiques du territoire : la carte de Cassini (XVIIIe siècle), la carte d'état-major (1820-1866) et les cartes ou photos aériennes de l'IGN pour la période actuelle (1950 à aujourd'hui).

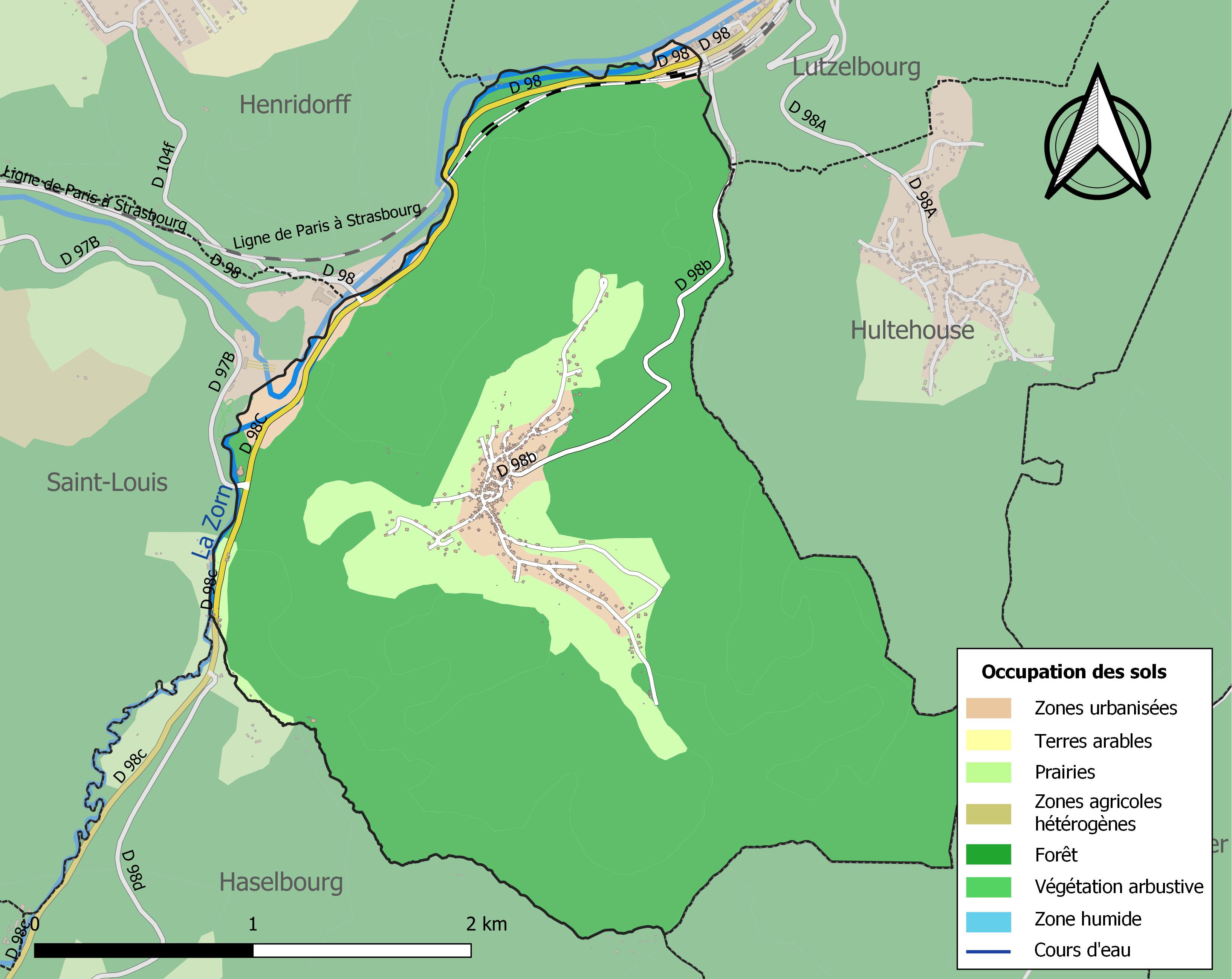
Carte des infrastructures et de l'occupation des sols de la commune en 2018 (CLC).

La commune est couverte par le plan local d'urbanisme intercommunal de Niederbronn-les-Bains.

### Voies de communications et transports

#### Voies routières
- D98b vers Lutzlbourg[21].
- D98c vers Haselbourg.

#### Transports en commun

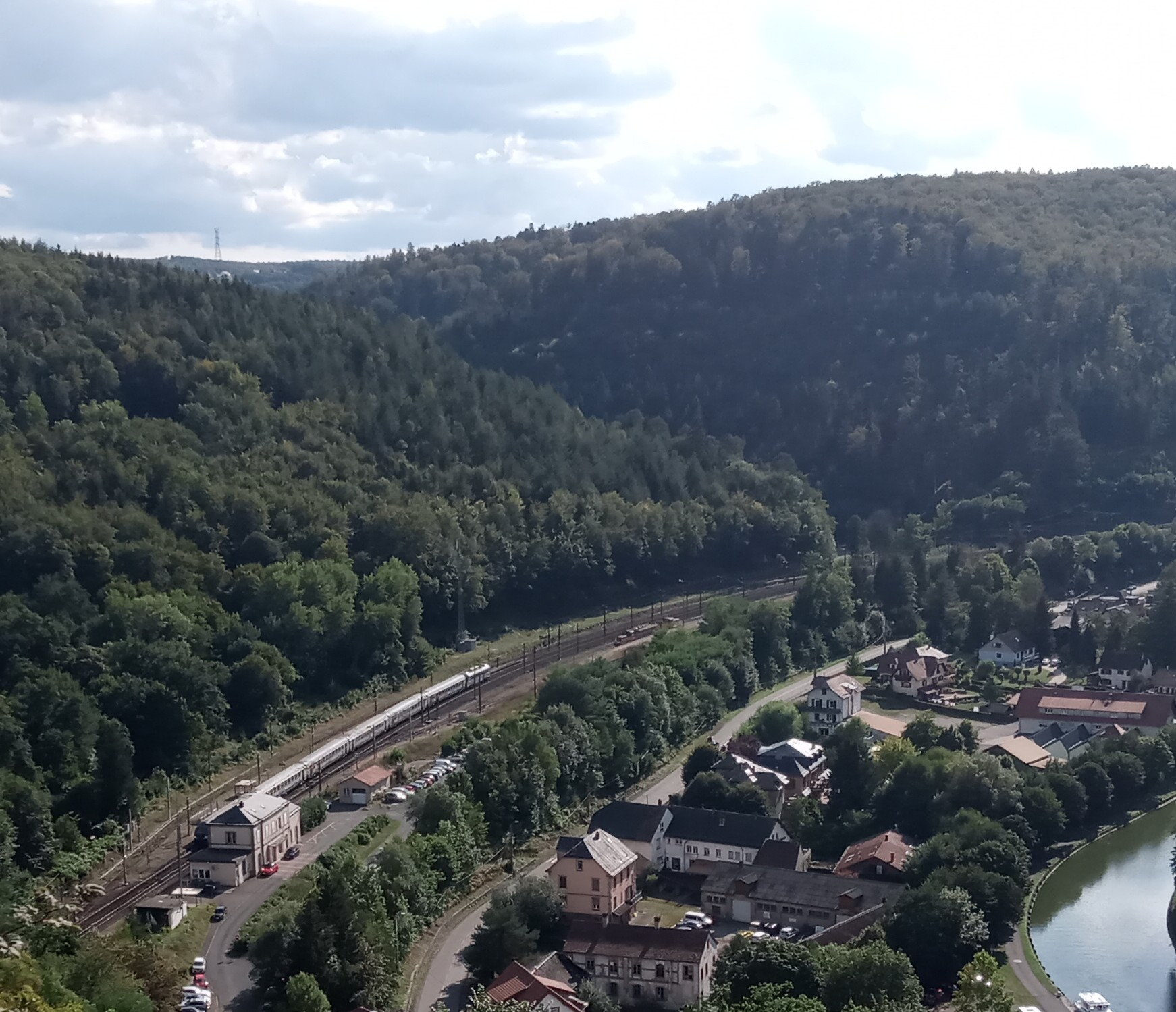
Vue de la Gare de Lutzelbourg depuis le château.

- Transports en Alsace.
- Fluo Grand Est.

##### SNCF
- Gare de Lutzelbourg,
- Gare de Saverne,
- Gare de Réding,
- Gare de Sarrebourg.

## Toponymie
Tout au long de l’histoire, le nom du village s’est écrit de différentes manières et bien des historiens ne sont pas d’accord sur son origine.
Dans un document allemand d’Ernst Herr, il est écrit que Garebergh, à la limite de la Marche de Marmoutier, aurait existé dès le début du IXe siècle.
Dans la Toponymie générale de la France, il est noté que Garebeurc aurait déjà été cité au Xe siècle et serait devenu Garburg en 1576 Puis Garbourg et Garburg en 1719. Le texte précise que le nom de Garrebourg serait originaire du germanique Garo (nom propre d’un homme) et de Burg (mont, lieu fortifié).
D’après Sigrist, le village est mentionné dans les chartes du XIIe siècle sous le nom de Bareberch, village du mont de Borra devenu par corruption le Garberg ou Garbourg moderne. Curieusement, le mot Borra a aussi été utilisé dans des documents anciens pour désigner le Haut-Barr.
D’après Langethal, l’évolution du nom aurait été : Bareberg, Barberch, puis Garberch.
Enfin selon Guy Kremer, les Burgi étaient des fortins du Bas-Empire romain qui commandaient les passages dans le nord des Vosges, et Garre viendrait de Guaita, terme militaire germanique qui a évolué vers Warte (observatoire) et vers garde en français. « Garrebourg » signifierait donc  « fortin de l’observatoire » ce qui pourrait trouver son sens en considérant le lieu-dit Schlossberg, monticule qui domine la vallée de la Zorn.
Se nomme Gaarbuerj en francique lorrain.

### Sobriquets
Anciens sobriquets désignant les habitants : les Mounis : D'Garburger Munnizieher (« ceux qui hissent le taureau »), Die Mounie (« les taureaux »).

## Histoire
Garrebourg a une histoire très ancienne, son site ayant été habité dès le Néolithique.

### Antiquité
Le village de Garrebourg semble avoir été habité depuis la nuit des temps. Une hachette en silex datant du néolithique y a été trouvée.
Des vestiges gallo-romains y attestent une présence humaine dès le début de l'ère chrétienne aux lieux-dits Kreuzkopf, Tiergarten, Schladen, Kessel, Langenbust et Wintersberg. Ces vestiges ont un caractère très celtique : les stèles-maisons sont des pierres funéraires en forme de maisons avec une cavité pour recevoir l’urne contenant les cendres du défunt. Mercure représente Teutatès, et Rosmerta est la déesse celtique de l’abondance. Ces stèles-maison sont une production typique de la « civilisation des sommets vosgiens » appelée encore « culture des sommets vosgiens » qui s'est développée lors de la conquête romaine dans le Nord des Vosges. Selon François Pétry, ces villages se seraient créés par l’installation de populations médiomatriques refluant devant « la civilisation romaine », d’où leur « marginalité » et leur « archaïsme ». Ainsi, l’influence romaine n'a guère détruit le panthéon celte : sous de nouveaux noms et une apparence romanisée, les divinités celtes ont conservé leur caractère.
Bien des vestiges trouvés à Garrebourg (stèles de Mercure, Rosmerta, Épona, Mars…) sont actuellement conservés au musée du Pays de Sarrebourg (Lorraine), alors que d’autres (stèle-maison) se trouvent au Musée archéologique de Saverne (Alsace). Dans la forêt environnante, il reste encore des bases de maisons autour d’une voie gallo-romaine, et les restes d’une nécropole au lieu-dit Tiergarten.
Vers 70 avant Jésus-Christ, une coalition de tribus (Suèves, Triboques, Némètes...) situées à l’est du Rhin envahissent le territoire des Médiomatriques sous la conduite d’Arioviste. En 58 avant Jésus-Christ, Jules César refoule les troupes d'Arioviste au-delà du Rhin mais, pour bien garder la frontière du Rhin, il autorise les Triboques à rester en Basse-Alsace. Ceux-ci s'installent dans la région de Brumath et repoussent ainsi les tribus médiomatriques vers l’ouest. Selon François Linckenheld, la limite ouest du territoire des Triboques passe par le Donon, la Hoube, Baerenbach et Stambach. Le village de Garrebourg, à environ 4 km à vol d’oiseau de Baerenbach, se situe alors à la limite du territoire des Médiomatriques et de celui des Triboques. Dans le Catalogue des sites funéraires, il est considéré comme appartenant au territoire triboque.
Au début de la période impériale romaine, les frontières de la Gaule belgique, tant avec la Gaule lyonnaise qu'avec la Germanie, sont floues. Un événement vient quelque peu clarifier ces limites : la création par l'empereur Domitien de la Germanie inférieure et de la Germanie supérieure. Bien que les cartes ne soient pas suffisamment précises, on peut se demander si les terres du futur village de Garrebourg ne sont pas déjà à la limite de deux provinces: la Belgica et la Germania Superior.
Mais si les vestiges montrent que la zone du village a bien été habitée à l’époque gallo-romaine, il est vraisemblable qu’il fut inhabité les siècles suivants : incursions successives de Vandales, d’Alamans, de Francs, de Suèves, complémentées de guerres civiles…

### Moyen Âge
En 589, Childebert II, roi d’Austrasie, pour mieux asseoir son autorité sur des zones un peu « sauvages » et favoriser l’expansion du christianisme confie au moine irlandais Léobard un domaine royal appelé Marca Aquileiensis. Un monastère y est construit qui prend le nom de Leobardi cella. Détruit par un incendie, Thierry IV, roi des Francs, confirme à l'abbé Maur, cinquième abbé responsable du lieu, la donation du domaine en 724. L’abbaye est reconstruite et prend le nom de Mauri Monasterium. Après un autre incendie en 827, Louis le Pieux remet le domaine à son demi-frère Drogon, évêque de Metz, avec l'obligation de reconstruire le monastère. Le domaine de l'abbaye auparavant royal devient épiscopal. Diverses chartes font l’inventaire du patrimoine de ce domaine et l’historien Charles-Edmond Perrin en étudie les différentes copies. Limité à l’ouest par la rivière Zorn, Garrebourg fait bien partie des terres alsaciennes de l’abbaye de Marmoutier (Eichelmarck en allemand).
À partir du traité de Verdun (843) la Marche de Marmoutier fait partie du Saint-Empire romain germanique. Les moines de l’abbaye ne pouvant ni porter armes, ni rendre justice, sont obligés de déléguer la défense de leurs biens à des hommes d'armes : les avoués. Au cours des siècles, ces « seigneurs », les Geroldseck entre autres, devinrent les principaux spoliateurs des biens qu’ils avaient à protéger.
En 1140, une église est construite à Garrebourg, laquelle est consacrée par le cardinal Théodovin, ancien moine de Marmoutier, en 1141 en l’honneur de saint Coloman. À cette époque, le maire de Garrebourg perçoit la dîme de plusieurs manses pour entretenir le curé du village. Peu avant, le comte Pierre de Lutzelbourg, baron du domaine de Marmoutier qu’il avait mission de défendre, s’était approprié de cette dîme ainsi que de la forêt du village voisin de Hultehouse. Réginald, fils de Pierre, restitua les biens volés à l’abbaye lors de la visite du cardinal Théodovin à Garrebourg.
En 1390, à l’extinction des seigneurs de Geroldseck, le domaine de la Marche de Marmoutier est démembré en plusieurs seigneuries. Le village de Garrebourg acquiert alors un statut très particulier : il est considéré comme indivis entre ses copropriétaires dont certains sont Lorrains et d’autres Alsaciens… Une partie de la Marche est donnée aux Lutzelstein qui, à l’extinction de ces derniers en 1490, passe pour moitié aux Linange et pour moitié aux La Palud, et bientôt aux Ribeaupierre. Une deuxième partie de la Marche passe successivement aux Ochsenstein, aux Deux-Ponts-Bitche (1485), puis aux Hanau-Lichtenberg (1570). La troisième partie revient aux Wangen. La Marche ainsi partagée conserva cependant jusqu’au XVIIe siècle une administration unique et chacun des propriétaires se borna à percevoir sa part des revenus.

### L’Époque moderne

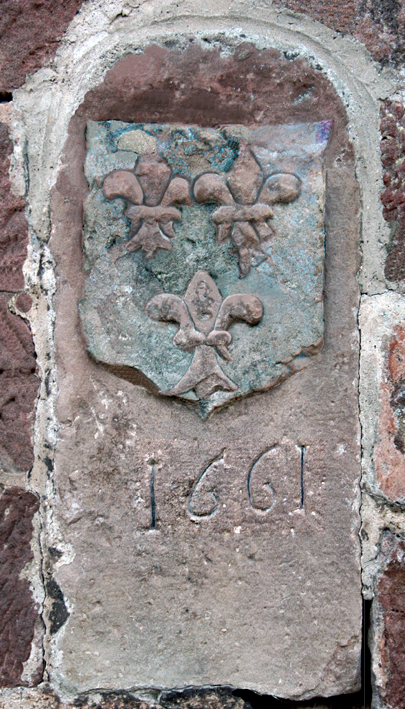
La borne royale de 1661 placée en face de l’église

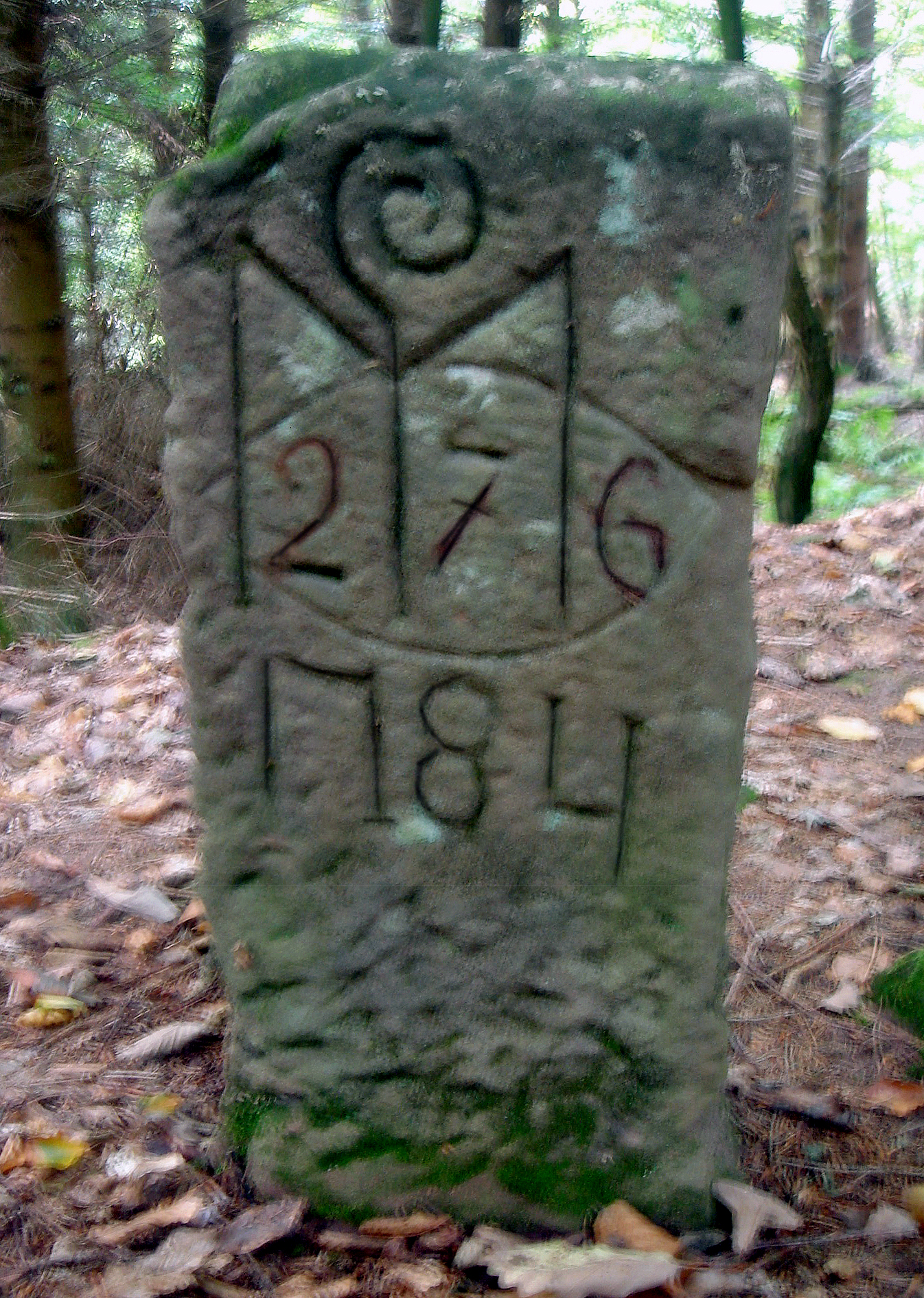
Borne de l’abbaye de Marmoutier dans la forêt de Garrebourg.

En 1525, la Guerre des paysans en Alsace et en Lorraine met à sac de nombreux villages entre Sarrebourg et Saverne, dont vraisemblablement Garrebourg.
En 1549, Garrebourg n’est habité que par 13 bourgeois dont les impôts vont alors pour un quart au duc de Lorraine, pour un quart aux Ribeaupierre, pour un quart au comte de Hanau-Lichtenberg et pour le dernier quart au baron de Wangen.
La guerre de Trente Ans (1618-1648), à laquelle s’ajoute la famine de 1636, ravage Garrebourg qui reste désert pendant une vingtaine d’années. Au traité de Westphalie (1648), Garrebourg est toujours indivis entre les descendants des quatre coproprétaires : les Hanau-Lichtenberg, Ribeaupierre, Wangen et le duc Charles IV de Lorraine. Un repeuplement est nécessaire. « En 1659, les cinq bourgeois (de Garrebourg) qui avaient survécu aux désordres des guerres, et sur l’invitation de leurs seigneurs, regagnèrent leurs masures ruinées et leurs champs en friches ».
Le 28 février 1661, le traité de Vincennes, signé entre le duc Charles IV de Lorraine et le roi de France Louis XIV, prévoit la cession d'un corridor de 2 km de large entre Metz et Phalsbourg. Celui-ci permet au roi de France de rejoindre l'Alsace sans passer par une terre étrangère. C'est la route de France ou route royale. Garrebourg fait partie de ce corridor et un quart du village devient ainsi royal. Pour marquer cette souveraineté, Jean-Baptiste Colbert de Saint-Pouange (cousin de Jean-Baptiste Colbert) fit planter, le 23 octobre 1661, une borne aux armes de France devant l’église.
Garrebourg continue de se repeupler essentiellement par des immigrants suisses, tiroliens, ou bavarois lesquels imposent la langue allemande aux minorités romanes très réduites. Entre 1667 et 1710, pour 2 Picards et 1 Comtois, il y a à Garrebourg 2 Alsaciens, 4 Suisses, 3 Souabes, 1 Bavarois et 4 Tiroliens.
Vers 1705, la Marche de Marmoutier, auparavant reconstituée en partie par l’évêque de Strasbourg François Egon de Furstenberg, retrouve la majorité de ses possessions d’origine. Garrebourg appartient alors pour ¼ au roi de France et pour ¾ à l’abbaye de Marmoutier et fait donc partie du diocèse de Strasbourg.
Mais les Garrebourgeois perdent nombre de leurs droits communaux d’autrefois, notamment les droits forestiers. De nombreux litiges naissent entre les Garrebourgeois et l’abbaye. Les 3 et 4 avril 1708, des experts retracent les limites du ban de Garrebourg dans un acte du greffe de la prévôté de Phalsbourg. Le 15 mai 1717, une délimitation est ordonnée par J.-B. Coulon de la Grange-aux-Bois, Grand Maistre des Eaux et Forêts de la Généralité de Metz. Le 19 mai, l’abbaye est priée de présenter à J.-B. Coulon les titres justificatifs de la propriété et « sans indivise » qu’ils prétendent avoir dudit bois de « la Taiche » (Titschel) lieu du conflit. Et le 26 mai, il est décidé qu’il sera procédé à la « reconnaissance des limites dudit bois de la Teitschel d’avec le ban de Garrebourg et qu’il sera planté des bornes de pierre ». Des bornages auront lieu fin 1717, puis en 1760, ainsi qu’en 1784. Sur la borne se trouve le dessin d'une crosse abbatiale et du « M » symbole de la Marche de Marmoutier.

### La période révolutionnaire
Mais les plaintes et litiges entre Garrebourg et l’abbaye se poursuivent jusqu’à la Révolution et sont rapportées dans deux cahiers de doléances de 1789.
Le 13 février 1790, l’abolition des vœux monastiques et des ordres religieux réguliers met fin à l’antique appartenance de Garrebourg à l’abbaye alsacienne. La forêt de Garrebourg marquée aux armes de Marmoutier est vendue comme bien national.
La même année, la délimitation des départements français situe Garrebourg dans la Meurthe, donc en Lorraine, et ce malgré les protestations des Garrebourgeois et des habitants de villages environnants, et malgré l’accord du district de Haguenau et du département du Bas-Rhin de les intégrer,. De plus, la loi du 12 juillet 1790 sur la constitution civile du clergé stipulant l’adaptation des diocèses aux limites départementales élimine Garrebourg du diocèse de Strasbourg. Le village de Garrebourg devient définitivement lorrain.

### LeXIXesiècle(1815-1914)
Vers le milieu du XIXe siècle, divers évènements incitent des Garrebourgeois à quitter le village pour émigrer en Amérique vue comme une terre promise de liberté. Ainsi, entre 1840 et 1875, au moins 179 personnes y émigrent. Les raisons peuvent être diverses : crise agricole et paupérisation rurale en 1846, épidémie de fièvre typhoïde dans le village en 1851, fermeture de la fabrique d'allumettes en 1852, nouvelles facilités de transport (voie ferrée Paris-Strasbourg achevée en 1848 et canal de la Marne au Rhin en 1853 passant tous deux au pied de Garrebourg), refus du service militaire pour se soustraire au recrutement pour la guerre de Crimée (1853-1856) et, plus tard, annexion de l’Alsace-Moselle "Reichsland Elsass-Lothringen" par l’Empire allemand en 1871.
Une clause du traité de Francfort du 10 mai 1871 permet aux Alsaciens-Lorrains la possibilité de conserver la nationalité française. Les autorités imposent ensuite qu'ils quittent la région avant le 1er octobre 1872 pour conserver la nationalité française. Une dizaine de Garrebourgeois quittent le village, et ceux qui y sont restés deviennent, de fait, automatiquement Allemands. Ainsi Garrebourg fait alors partie du district de Lorraine et de l'arrondissement de Sarrebourg. En complément de ce changement de nationalité, Garrebourg passe du diocèse de Nancy-Toul resté français au diocèse de Metz.

## Population et société

### Démographie

#### Évolution démographique
L'évolution du nombre d'habitants est connue à travers les recensements de la population effectués dans la commune depuis 1793. Pour les communes de moins de 10 000 habitants, une enquête de recensement portant sur toute la population est réalisée tous les cinq ans, les populations de référence des années intermédiaires étant quant à elles estimées par interpolation ou extrapolation. Pour la commune, le premier recensement exhaustif entrant dans le cadre du nouveau dispositif a été réalisé en 2004.

En 2022, la commune comptait 486 habitants, en évolution de −2,61 % par rapport à 2016 (Moselle : +0,52 %, France hors Mayotte : +2,11 %).
| 1793 | 1800 | 1806 | 1821 | 1831 | 1836 | 1841 | 1846 | 1851 |
| ---- | ---- | ---- | ---- | ---- | ---- | ---- | ---- | ---- |
| 535  | 502  | 513  | 622  | 685  | 733  | 657  | 587  | 747  |

| 1856 | 1861 | 1871 | 1875 | 1880 | 1885 | 1890 | 1895 | 1900 |
| ---- | ---- | ---- | ---- | ---- | ---- | ---- | ---- | ---- |
| 622  | 687  | 679  | 759  | 717  | 743  | 681  | 648  | 660  |

| 1905 | 1910 | 1921 | 1926 | 1931 | 1936 | 1946 | 1954 | 1962 |
| ---- | ---- | ---- | ---- | ---- | ---- | ---- | ---- | ---- |
| 673  | 659  | 577  | 580  | 516  | 534  | 505  | 513  | 485  |

| 1968 | 1975 | 1982 | 1990 | 1999 | 2004 | 2006 | 2009 | 2014 |
| ---- | ---- | ---- | ---- | ---- | ---- | ---- | ---- | ---- |
| 479  | 536  | 518  | 518  | 496  | 494  | 489  | 520  | 497  |

| 2019 | 2022 | - | - | - | - | - | - | - |
| ---- | ---- | - | - | - | - | - | - | - |
| 491  | 486  | - | - | - | - | - | - | - |

### Enseignement
Établissements d'enseignements :
- École maternelle et primaire,
- Collège à Phalsbourg,
- Lycées à Phalsbourg, Saverne.

### Santé
Professionnels et établissements de santé :
- Médecins à Dannelbourg, Arzviller, Phalsbourg, Dabo, Gottenhouse, Saverne,
- Pharmacies à Garrebourg, Lutzelbourg, Phalsbourg, Dabo, Saverne,
- Hôpitaux à Phalsbourg, Niderviller, Saverne.

### Cultes
- Culte catholique, 4 Paroisses[61], Diocèse de Metz.

### Budget et fiscalité 2021

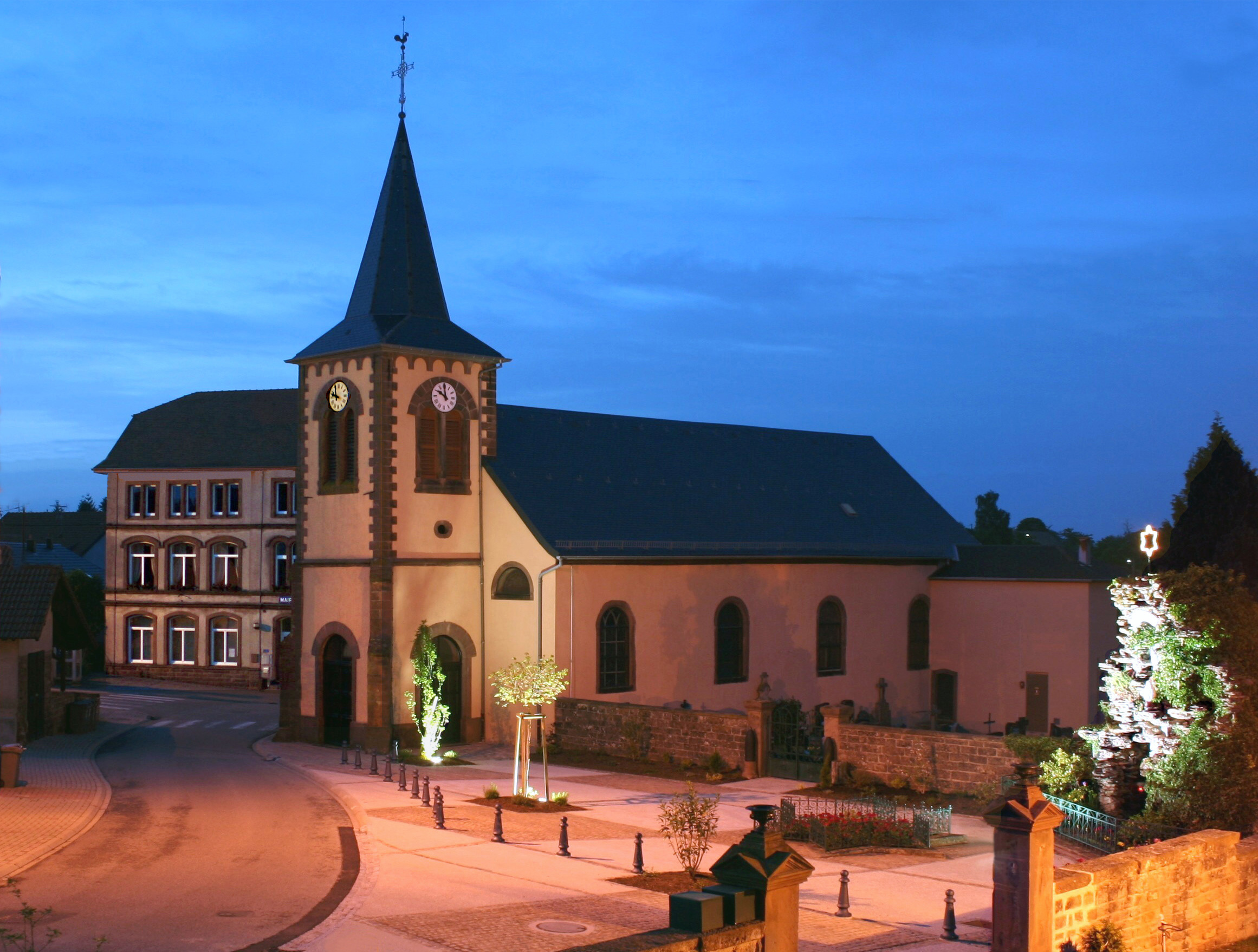
Mairie, église et grotte de Lourdes.

En 2021, le budget de la commune était constitué ainsi :
- total des produits de fonctionnement : 389 000 €, soit 771 € par habitant ;
- total des charges de fonctionnement : 371 000 €, soit 734 € par habitant ;
- total des ressources d'investissement : 111 000 €, soit 221 € par habitant ;
- total des emplois d'investissement : 109 000 €, soit 216 € par habitant ;
- endettement : 2 000 €, soit 5 € par habitant.

Avec les taux de fiscalité suivants :
- taxe d'habitation : 18,20 % ;
- taxe foncière sur les propriétés bâties : 23,91 % ;
- taxe foncière sur les propriétés non bâties : 84,01 % ;
- taxe additionnelle à la taxe foncière sur les propriétés non bâties : 0,00 % ;
- cotisation foncière des entreprises : 0,00 %.

Chiffres clés Revenus et pauvreté des ménages en 2019 : médiane en 2019 du revenu disponible, par unité de consommation : 22 130 €.

## Économie

### Entreprises et commerces

#### Agriculture
- Élevage d'ovins et de caprins.
- Élevage d'autres bovins et de buffles.
- Élevage d'autres animaux.

#### Tourisme
- Hébergements et restauration à Henridorff, Lutzelbourg, Haselbourg.

#### Commerces
- Commerces et services.
- Débits de boissons.
- Fabrication de verre creux.
- Fabrication et façonnage d'autres articles en verre, y compris verre technique.

## Culture locale et patrimoine

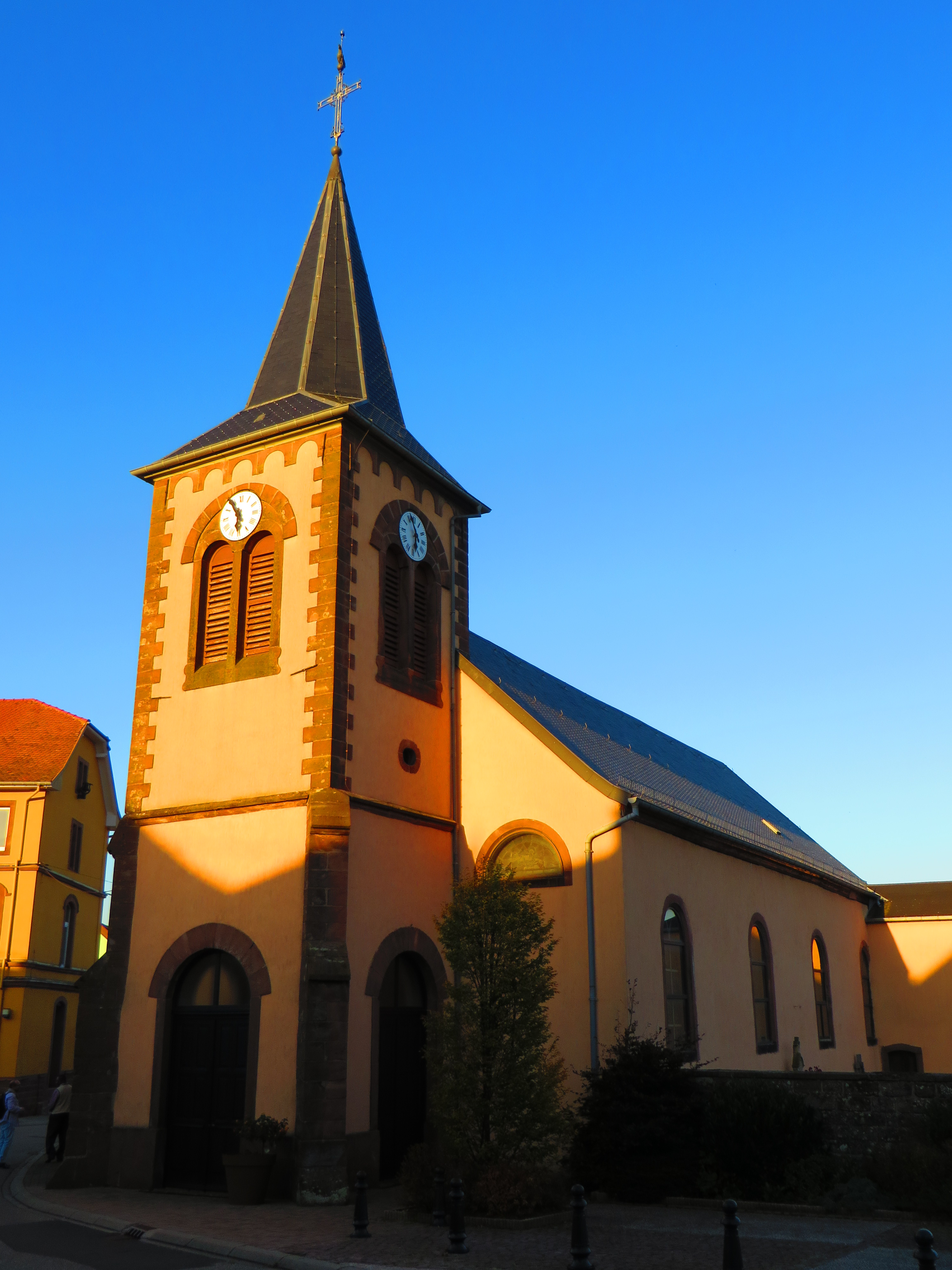
Église Saint-Coloman

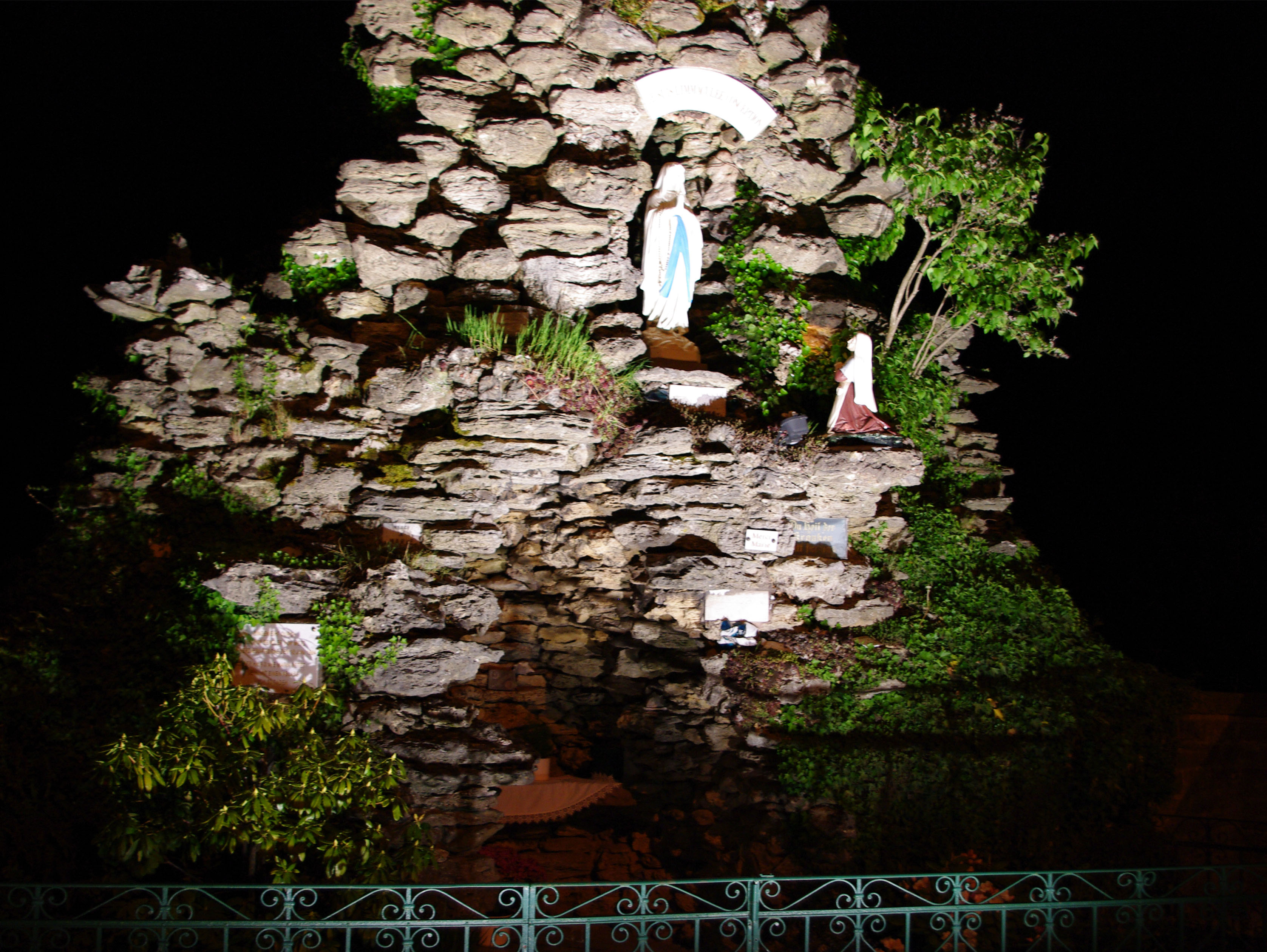
Grotte de Lourdes.

### Lieux et monuments
- Ancien chemin romain[64].
- Vestiges gallo-romains au lieu-dit Tiergarten[65].
- Stèles de Mercure, Rosmerta, Épona, Mars…) conservées au Musée du Pays de Sarrebourg (Lorraine) et stèle-maison au Musée archéologique de Saverne (Alsace)[66],[67],[68].
- Grotte des Francs-tireurs[69], où les Garrebourgeois se sont réfugiés en 1870, à l’approche des troupes allemandes. Elle se situe à proximité du sentier de grande randonnée qui relie Lutzelbourg à Dabo par les crêtes.
- Cristallerie Lehrer, perpétuant un savoir faire familial dans l'art de la taille sur cristal[70],[71].

Pôle touristique majeur du Pays de Sarrebourg sur la Route du Verre et du Cristal en Lorraine (comme le site verrier de Meisenthal).
La cristallerie Lehrer, créée le 1er juillet 1995, au pied du Plan incliné de Saint-Louis-Arzviller et le fameux Rocher de Dabo, dans le Pays de Sarrebourg.

#### Édifices religieux
- Église dédiée à Saint Coloman[75],[76] (parfois orthographié Colman), ré-édifiée en 1730, restaurée en 1750, agrandie en 1863. Le 30 mars 1835, le curé de Garrebourg, Michel Frédéric (1803-1856) a reçu un reliquaire certifié authentique par le pape comme contenant des reliques de Colman de Stockerau[77].

Orgue de l'église Saint-Coloman de Dalstein-Haerpfer et Robert Kriess, facteurs d'orgues.
- Grotte de Lourdes[79],[80].
- Presbytère édifié en 1731.
- Nombreux calvaires disséminés dans le village datant du milieu du XIXe siècle, dont une croix, près de l'église, datant de 1745.
- Borne indiquant la partie de la forêt de Garrebourg appartenant à l'Abbaye Saint-Étienne de Marmoutier[81].
- Monument aux morts[82] : Conflits commémorés : Guerre franco-allemande 1914-1918 - AFN-Algérie (1954-1962).

### Personnalités liées à la commune
- Elvira Amrhein (1957), artiste peintre née en Allemagne et installée à Garrebourg[83].
- Joseph Winckler, premier curé de Haselbourg. Il habitait Garrebourg de 1728 à 1731. La Paroisse de Haselbourg fut en effet desservie par les curés de Dabo et de Garrebourg jusqu'en 1804[84].

### Héraldique
| Blason de Garrebourg | Les armes de Garrebourg se blasonnent ainsi : D'argent à la borne d'azur chargée d'une fleur de lys d'or, au chef coupé crénelé d'azur et d'argent, soutenu d'une divise de sable. Armes parlantes, représentant la muraille du bourg fortifié, avec la borne armoiriée de 1661 qui se trouve en face de l'église, indiquant la possession royale. |